# 834
Năm 834 là một năm trong lịch Julius.